# Benjamin Karl
Benjamin Martin Karl, född 16 oktober 1985 i Sankt Pölten i Niederösterreich är en österrikisk snowboardåkare.
Han vann en silvermedalj i parallellstorslalom vid de olympiska snowboardtävlingarna 2010 i Vancouver och han tog en bronsmedalj i parallellslalom vid olympiska vinterspelen 2014 i Sotji. Vid olympiska vinterspelen 2022 i Peking tog Karl guld i parallellstorslalom.
Han har också vunnit fem VM-guld och tre gånger även den sammanlagda världscupen.